# Manggar Raya
Manggar Raya is een bestuurslaag in het regentschap Banyuasin van de provincie Zuid-Sumatra, Indonesië. Manggar Raya telt 1381 inwoners (volkstelling 2010).